# Государственная приёмка продукции предприятий
Государственная приемка СССР (сокр. госприёмка) — орган государственного контроля при Кабинете министров СССР, специальная комиссия, производящая приемку продукции промышленных предприятий и проверку её качества во второй половине 1980-х годов в рамках объявленной М.С. Горбачёвым перестройки.
Целью деятельности госприёмки являлось повышение качества выпускаемой советской промышленностью продукции.
Деятельность госприёмки пришлась на 1986—1990 годы. В 1991 году после распада СССР была упразднена.

## История
12 мая 1986 года в рамках начатых Горбачёвым перестройки и ускорения социально-экономического развития страны во всех газетах СССР было опубликовано постановление ЦК КПСС и Совета министров СССР «О мерах по коренному повышению качества». Первоначально госприёмка вводилась на 1500 важнейших предприятиях СССР.
Постановлением Совета министров СССР от 12 октября 1986 года №840 сопредседателями Государственной комиссии СССР по приёмке продукции и контролю качества предприятий были назначены: Колбин Геннадий Васильевич, Куликов Юрий Михайлович, Мигачев Борис Сергеевич и Смородинников Александр Васильевич.
Госприёмка являлась относительно независимой организацией. В отличие от контролеров ОТК, работники госприёмки не подчинялись администрации предприятия и не были материально заинтересованы в выполнении плана.
Мерами по обеспечению независимости стали повышенная заработная плата сотрудников, а также поддержка со стороны органов государственной власти. На предприятиях стали вводить госприёмку, которая была призвана заменить ОТК — отделы технического контроля предприятий. 
К сотрудникам госприёмки предъявлялись жёсткие требования: высшее техническое образование, стаж работы по специальности не менее трёх лет, членство в партии и возраст не более 45 лет. Заработные платы сотрудников госприёмки превышали оклады заводских инженерно-технических работников примерно в полтора раза. 
Главной задачей госприёмки ставилось повышение качества выпускаемой продукции. В СССР уже тогда существовал опыт независимой приёмки продукции на предприятиях оборонной промышленности, такую приёмку пытались внедрить и на гражданских предприятиях.
Введение института государственной приёмки стало апофеозом принудительного государственного управления качеством. Несоблюдение требований стандартов качества влекло экономическую и уголовную формы ответственности. Хотя опасность уголовного преследования за несоблюдение стандартов существовала большей частью как потенциальная, но как способ расправы с непослушными и неугодными руководителями предприятий это преследование периодически использовалось. 
Инспекторы органов госприёмки беспрепятственно допускались почти на любое предприятие, за исключением особо секретных, и имели доступ к любой технической документации предприятия. Органы госприёмки были созданы непосредственно на предприятиях, и в их функции входила инспекция продукции на соответствие требованиям качества и приемка только той продукции, которая им удовлетворяла.
Принципы принудительного государственного управления качеством не дали результата, решить проблему ускорения, роста темпов производства и повышения качества продукции одновременно не удалось.

## Итоги введения госприёмки
Эффект от введения госприёмки оказался значительно ниже ожидаемого. Выполнение планов существенно снизилось, упали заработки. 
Несмотря на то, что госприёмка была введена на ведущих предприятиях СССР, качество продукции на них не соответствовало её требованиям. Так, в цехе № 6 ленинградского завода «Электросила» в январе 1987 года госприёмку с первого предъявления прошло немногим более 7% всей продукции. В объединении им. Я.М.Свердлова «Буревестник» на заводе прецизионного станкостроения «Спутник» от 30 до 50% предъявляемой продукции возвращалось на доработку. Госприёмка, действовавшая в крупнопанельном домостроении, вынуждала исполнителей устранять дефекты продукции, что вызвало рост её себестоимости.
На большом количестве предприятий из-за устаревшего и изношенного оборудования и ненадлежащей организации труда представители госприёмки браковали большую часть выпущенной продукции, которая, по сути, подлежала списанию как брак. Предприятия, чтобы выполнить план шли на обман и подмену качественной продукции некачественной. У контролёров зачастую опускались руки, а руководству предприятий удавалось склонить многих госприёмщиков, удручённых низким качеством продукции на производстве, к «взаимовыгодному сотрудничеству»: контролёры хотя и не подчинялись напрямую руководству предприятий, но состояли на партийном учёте именно на этих заводах и фабриках, а потому были зависимы от руководства предприятий.  
Введение госприёмки привело к выбраковке огромного количества некачественной продукции, предприятия срывали свои договорные обязательства перед заказчиками и смежными производствами и не выполняли производственные планы. В результате, уже к концу 1987 года, госприёмка фактически была отменена, хотя никаких официальных решений правительство СССР по этому вопросу не принимало.
Из-за принадлежности всех средств производства одному собственнику — государству, и отсутствия из-за этого конкуренции, разрыва связи между изготовителем и потребителем решение вопроса качества продукции было смещено в абстрактную сферу: соответствие качества продукции требованиям обязательных государственных стандартов. Несоблюдение государственных стандартов преследовалось в уголовном порядке, однако требования сознательно устанавливались настолько жесткие и общее их число было столь велико, что реально ни один стандарт не мог быть выполнен.
Продукция, не соответствующая требованиям стандартов, запрещалась к реализации. Хотя госприёмка на предприятиях просуществовала недолго — 2–3 года, она убедительно доказала неэффективность государственного принудительного управления качеством продукции.

#### Повышение конкурентоспособности предприятий
Не добившись повышения качества продукции советских предприятий при помощи госприёмки, Горбачёв предложил концепцию радикальной экономической реформы, которая открыла новый этап реформирования советской экономики в годы перестройки. Решения пленума были направлены на расширение самостоятельности предприятий, ограничение полномочий министерств и ведомств в их производственной деятельности, усиление рыночных механизмов и повышения таким образом конкурентоспособности предприятий. Для повышения качества продукции и повышения конкурентоспособности предполагалось перевести предприятия на полный хозяйственный расчёт, самофинансирование, развитие самоуправления и производственной демократии в трудовых коллективах. 